# Holland Township (New Jersey)
Pour les articles homonymes, voir Holland Township.
Holland Township est un township américain situé dans le comté de Hunterdon au New Jersey.

## Géographie
Holland Township comprend les localités d'Amsterdam, Finesville, Holland, Mount Joy, Riegelsville, Spring Mills et Warren Paper Mills. Il est séparé de l'État voisin de Pennsylvanie par le fleuve Delaware et du comté de Warren par la Musconetcong River.
La municipalité s'étend sur 24,02 milles carrés (62,21 km2) dont 0,51 mille carré (1,32 km2) d'étendues d'eau. Elle comprend la réserve des gorges de la Musconetcong, une réserve naturelle de 379 acres (153 ha) gérée par le comté.
| Pohatcong Township (en) (comté de Warren) | Pohatcong Township (en) (comté de Warren)              | Bethlehem Township           |
| Riegelsville (Pennsylvanie)               | Holland Township                                       | Alexandria Township          |
| Durham Township (Pennsylvanie)            | Nockamixon Township, Bridgeton Township (Pennsylvanie) | Milford, Alexandria Township |

## Histoire
Holland Township est formé le 13 avril 1874 à partir du township d'Alexandria. Son nom lui a probablement été donné par des immigrés originaires de Hollande. Il est rattaché à son township originel du 4 mars 1878 au 11 mars 1879, avant de retrouver son indépendance. En 1911, une partie du township devient une municipalité à part entière pour former le borough de Milford.

## Démographie
Lors du recensement de 2010, la population de Holland Township est de 5 291 habitants. Elle est estimée à 5 106 habitants au 1er juillet 2018, soit une baisse de 4 % par rapport à 2010.
Le revenu par habitant était en moyenne de 47 244 dollars par an entre 2013 et 2017, supérieur à la moyenne du New Jersey (39 069 dollars) et à la moyenne nationale (31 177 dollars). Sur cette même période, 4,2 % des habitants de Holland Township vivaient sous le seuil de pauvreté (contre 10,0 % dans l'État et 11,8 % à l'échelle des États-Unis). Par ailleurs, 95,7 % de ses habitants de plus de 25 ans étaient diplômés d'une high school et 40,5 % possédaient au moins un bachelor degree (contre 89,2 % et 38,1 % au New Jersey, 87,3 % et 30,9 % aux États-Unis).
| Groupe          | Holland Township (2017) | New Jersey (2018) | États-Unis (2018) |
| --------------- | ----------------------- | ----------------- | ----------------- |
| Blancs          | 99,6                    | 72,0              | 76,5              |
| Afro-Américains | 0,4                     | 15,0              | 13,4              |
| Amérindiens     | 0,0                     | 0,6               | 1,3               |
| Asiatiques      | 0,0                     | 10,0              | 5,9               |
| Océaniens       | 0,0                     | 0,1               | 0,2               |
| Métis           | 0,0                     | 2,3               | 2,7               |
|                 |                         |                   |                   |
| Hispaniques     | 2,6                     | 20,6              | 18,3              |